# Gradberg
Koordinaten: 51° 41′ 22″ N, 9° 1′ 53″ O

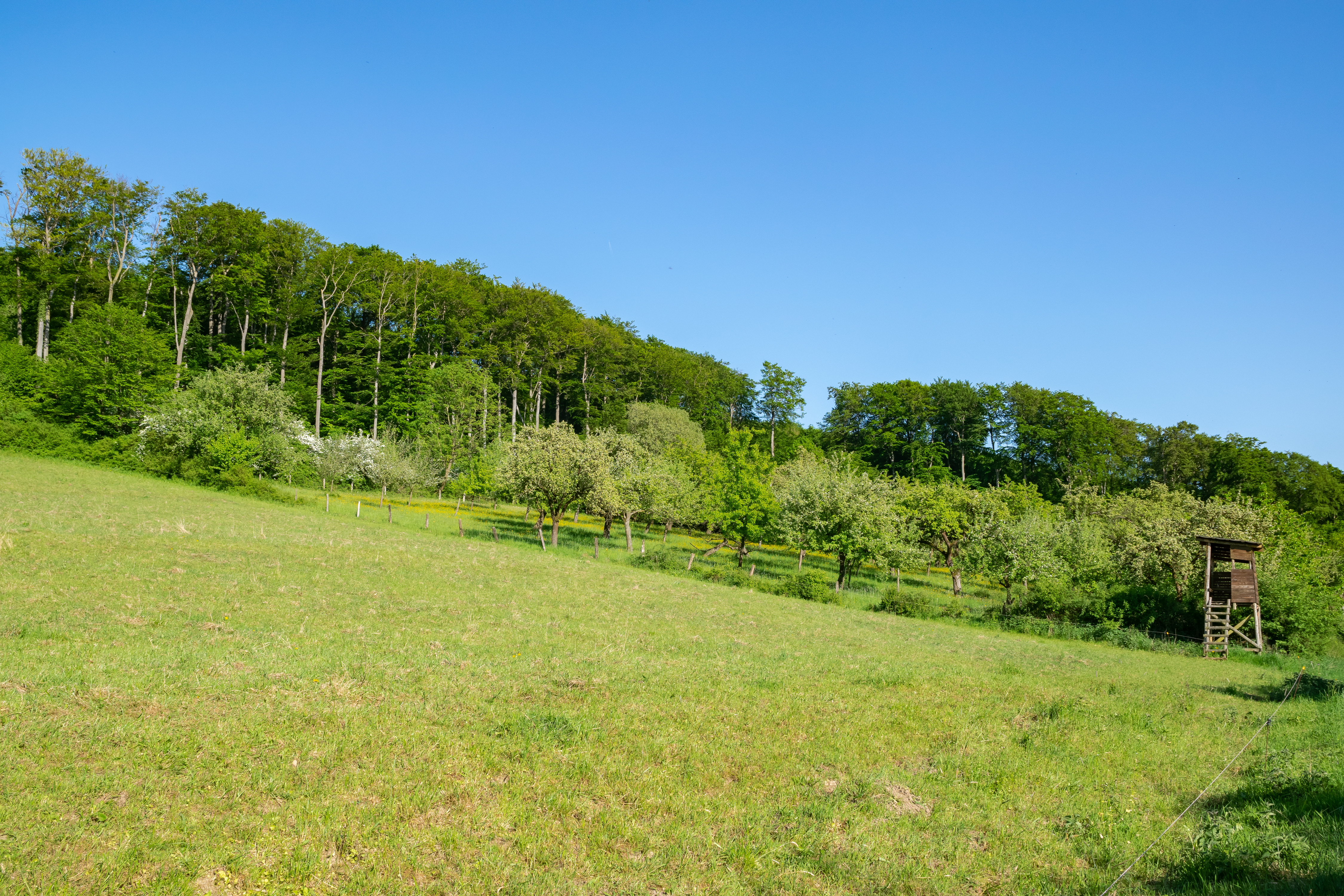
Naturschutzgebiet Gradberg (Mai 2018)

Das Naturschutzgebiet (NSG) Gradberg ist das zweitgrößte Naturschutzgebiet im Kreis Höxter in Nordrhein-Westfalen. Das 906,7716 ha große NSG mit der Schlüssel-Nummer HX-066 wurde im Jahr 2002 ausgewiesen. Es liegt auf dem Gebiet der Stadt Bad Driburg südlich der Kernstadt. Die Landesstraßen L 820, L 953 und L 954 laufen durch das Gebiet.